# Nongbua Pitchaya FC
Der Nongbua Pitchaya Football Club (thailändisch สโมสรฟุตบอลหนองบัว พิชญ) ist ein thailändischer Fußballverein aus Nong Bua Lamphu, der in der zweiten Liga, der Thai League 2, spielt.

## Vereinsgeschichte
2010 wurde der Verein als EGAT Nongbua Lamphu United gegründet. Der Bürgermeister von Nong Bua Lamphu wurde der erst Clubvorsitzende. Sponsor war die Electricity Generating Authority von Thailand (EGAT), die sich auch im Vereinsnamen wiederfanden. Hier startet man in der Regional League Division 2, Region North/East, der dritten Liga Thailands. Ende 2010 zog sich die EGAT als Sponsor zurück und man benannte den Verein in Nongbua Lamphu FC um. Auch hier spielte man weiterhin in der Regional League Division 2, Region North/East. Um weiterhin wettbewerbsfähig zu sein, übernahm 2014 Suthep Poomongkolsuriya, Inhaber des Pitchayabundit College, einer privaten Universität in Nong Bua Lamphu, den Verein. Zur Saison 2015 wurde der Verein in Nongbua Pitchaya FC umbenannt. Auch hier spielten sie weiterhin in der Division 2. 2016 wechselten sie die Region und spielten in der Regional League Division 2, Region North. Hier wurden sie Meister und qualifizierten sich für die Champions-League-Runde der Division 2 als Gewinner der nördlichen Region. In der Champions-League-Runde qualifizierten sie sich für das Halbfinale, aber nach dem Tod von König Bhumibol Adulyadej stornierte der Fußballverband von Thailand das verbleibende Spiel am 14. Oktober 2016. Um 3 von 4 Mannschaften zu finden, die in die Thai League 2 aufsteigen wurde gelost. Nach der Auslosung stiegen sie mit Kasetsart FC und Trat FC in die Thai League 2 auf. Hier erreichten sie 2017 einen achten und 2018 einen beachtlichen fünften Platz. Im März 2021 feierte Nongbua die Zweitligameisterschaft und den erstmaligen Aufstieg in die erste Liga. Am Ende der Saison 2022/23 wurde man Tabellenvorletzter und man musste somit wieder den Weg in die Zweitklassigkeit antreten. Ein Jahr später wurde man Zweitligavizemeister und man stieg direkt wieder in die erste Liga auf. Am Ende der Saison 2024/25 belegte man den 14. Tabellenplatz und musste somit nach einer Spielzeit in die zweite Liga absteigen.

## Stadion

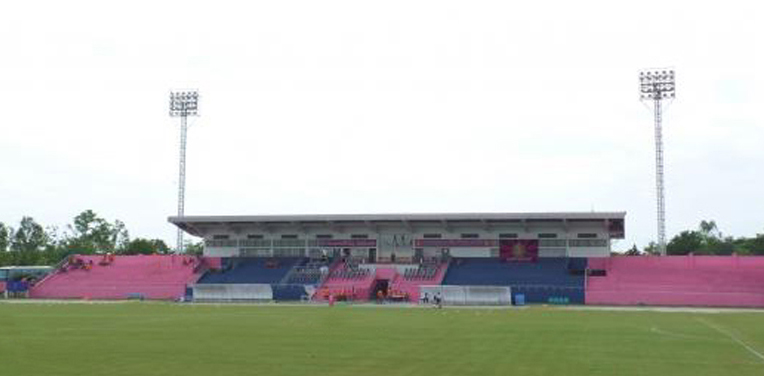
Nong Bua Lamphu Province Stadium

Nongbua Stadium

Seine Heimspiele trägt der Verein im vereinseigenen Pitchaya Stadium (thailändisch พิชญ สเตเดียม) in Nong Bua Lamphu aus. Das Stadion hat ein Fassungsvermögen von 6000 Personen.
| Saison        | Stadion                          | Standort                                 | Kapazität | Eigentümer                                             | Koordinaten                       |
| ------------- | -------------------------------- | ---------------------------------------- | --------- | ------------------------------------------------------ | --------------------------------- |
| 2010 bis 2020 | Nong Bua Lamphu Province Stadium | Nong Bua Lamphu, Provinz Nong Bua Lamphu | 4333      | Nong Bua Lamphu Provincial Administrative Organization | 17° 7′ 48″ N, 102° 25′ 25,3″ O    |
| 2020 bis      | Pitchaya Stadium                 | Nong Bua Lamphu, Provinz Nong Bua Lamphu | 6000      | Nongbua Pitchaya FC                                    | 17° 11′ 51,3″ N, 102° 25′ 58,4″ O |

## Vereinserfolge
- Regional League Division 2 – North: 2016  ▲
- Thailändischer Zweitligameister: 2020/21  ▲
- Thailändischer Zweitligavizemeister: 2023/24  ▲

## Auszeichnungen
- Best Development Club: 2020[2]

## Aktueller Kader
Stand: 1. Februar 2025
| Nr. |             | Position | Name               |
| --- | ----------- | -------- | ------------------ |
| 1   | Thailand    | TW       | Supakorn Poonphol  |
| 2   | Philippinen | AB       | Simen Lyngbø       |
| 3   | Thailand    | AB       | Teerapong Palachom |
| 6   | Thailand    | MF       | Saharat Posri      |
| 7   | Thailand    | MF       | Norraseth Lukthong |
| 8   | Korea Sud   | MF       | Park Jong-woo      |
| 9   | Sudan       | MF       | Abo Eisa           |
| 10  | Thailand    | ST       | Chawin Srichan     |
| 11  | Brasilien   | ST       | Paulo Conrado      |
| 14  | Thailand    | ST       | Thanawut Phochai   |
| 15  | Thailand    | TW       | Kittikun Jamsuwan  |
| 16  | Thailand    | ST       | Jakkrawut Songma   |
| 17  | Thailand    | AB       | Jakkrit Songma     |
| 18  | Thailand    | MF       | Anawin Jujeen      |

| Nr. |             | Position | Name               |
| --- | ----------- | -------- | ------------------ |
| 19  | Brasilien   | ST       | Judivan            |
| 20  | Thailand    | MF       | Wichit Tanee       |
| 21  | Philippinen | MF       | Christian Rontini  |
| 23  | Kanada      | ST       | Marcus Haber       |
| 25  | Thailand    | AB       | Adisak Waenlor     |
| 26  | Thailand    | AB       | Worawut Sathaporn  |
| 27  | Thailand    | AB       | Wutthichai Marom   |
| 29  | Thailand    | AB       | Anukun Fomthaisong |
| 30  | Thailand    | ST       | Weerayut Srivichai |
| 31  | Thailand    | TW       | Prin Goonchorn     |
| 46  | Brasilien   | AB       | Jorge Fellipe      |
| 69  | Thailand    | MF       | Pakorn Seekaewnit  |
| 83  | Thailand    | TW       | Suchin Yen-arrom   |
| 88  | Thailand    | AB       | Adisak Hantes      |

## Trainer
| Name                            | Zeit beim Nongbua Pitchaya FC | Zeit beim Nongbua Pitchaya FC |
| Name                            | von                           | bis                           |
| ------------------------------- | ----------------------------- | ----------------------------- |
| Suthin Srithong                 | Januar 2010                   | Dezember 2010                 |
| Prasith Seelachai               | Januar 2011                   | Mai 2011                      |
| Vilas Thipparos                 | Mai 2011                      | Dezember 2011                 |
| Ong-ard Prawong                 | Januar 2012                   | März 2012                     |
| Supete Srisuwan                 | März 2012                     | Dezember 2012                 |
| Kiattisak Kamnerdboon           | Januar 2013                   | Mai 2013                      |
| Natthasak Phusordngern          | Mai 2013                      | Dezember 2013                 |
| Saneh Lungkaew                  | Januar 2014                   | Dezember 2014                 |
| Theerawesin Seehawong           | 1. Januar 2016                | 30. November 2018             |
| David Pons                      | 1. November 2018              | 11. Januar 2019               |
| Sugao Kambe                     | 2. Februar 2019               | 25. Juni 2019                 |
| Matthew Holland                 | Juni 2019                     | November 2019                 |
| Somchai Chuayboonchum           | 1. Januar 2020                | 4. Mai 2021                   |
| Thawatchai Damrong-Ongtrakul    | 4. Mai 2021                   | 2. November 2022              |
| Theerawesin Seehawong (Interim) | 2. November 2022              | 8. Dezember 2022              |
| Emerson Pereira                 | 8. Dezember 2022              | 23. Februar 2023              |
| Theerawesin Seehawong (Interim) | 23. Februar 2023              | 31. Mai 2023                  |
| Sukrit Yothee                   | 22. Juli 2023                 | heute                         |

## Beste Torschützen seit 2017
| Saison  | Name                                                     | Tore |
| ------- | -------------------------------------------------------- | ---- |
| 2017    | Jardel Capistrano Weerayut Sriwichai Issarapong Lilakorn | 6    |
| 2018    | Goran Jerković                                           | 13   |
| 2019    | Bladimir Díaz                                            | 8    |
| 2020/21 | Valdo                                                    | 14   |
| 2021/22 | Hamilton                                                 | 19   |
| 2022/23 | Tardeli Barros                                           | 11   |
| 2023/24 | Jardel                                                   | 14   |
| 2024/25 | Paulo Conrado                                            | 8    |
| 2025/26 |                                                          |      |

## Saisonplatzierung
| Saison                     | Liga                                    | Liga                       | Liga                       | Liga                       | Liga                       | Liga                       | Liga                       | Liga                       | Liga                       | Pokal                      | Pokal                      |                            |
| Saison                     | Liga                                    | Level                      | Spiele                     | S                          | U                          | N                          | Tore                       | Punkte                     | Position                   | FA Cup                     | League Cup                 |                            |
| EGAT Nongbua Lamphu United | EGAT Nongbua Lamphu United              | EGAT Nongbua Lamphu United | EGAT Nongbua Lamphu United | EGAT Nongbua Lamphu United | EGAT Nongbua Lamphu United | EGAT Nongbua Lamphu United | EGAT Nongbua Lamphu United | EGAT Nongbua Lamphu United | EGAT Nongbua Lamphu United | EGAT Nongbua Lamphu United | EGAT Nongbua Lamphu United | EGAT Nongbua Lamphu United |
| -------------------------- | --------------------------------------- | -------------------------- | -------------------------- | -------------------------- | -------------------------- | -------------------------- | -------------------------- | -------------------------- | -------------------------- | -------------------------- | -------------------------- | -------------------------- |
| 2010                       | Regional League Division 2 – North/East | 3                          | 30                         | 10                         | 7                          | 13                         | 44:54                      | 37                         | 10.                        |                            |                            |                            |
| Nongbua Lamphu FC          |                                         |                            |                            |                            |                            |                            |                            |                            |                            |                            |                            |                            |
| 2011                       | Regional League Division 2 – North/East | 3                          | 30                         | 6                          | 6                          | 18                         | 34:65                      | 24                         | 12.                        |                            | 1. Qualifikationsrunde     |                            |
| 2012                       | Regional League Division 2 – North/East | 3                          | 30                         | 6                          | 14                         | 10                         | 35:41                      | 32                         | 12.                        |                            | 1. Qualifikationsrunde     |                            |
| 2013                       | Regional League Division 2 – North/East | 3                          | 30                         | 4                          | 12                         | 14                         | 21:49                      | 24                         | 15.                        |                            | 1. Runde                   |                            |
| 2014                       | Regional League Division 2 – North/East | 3                          | 26                         | 6                          | 11                         | 9                          | 21:30                      | 29                         | 12.                        |                            | 1. Qualifikationsrunde     |                            |
| Nongbua Pitchaya FC        |                                         |                            |                            |                            |                            |                            |                            |                            |                            |                            |                            |                            |
| 2015                       | Regional League Division 2 – North/East | 3                          | 34                         | 14                         | 8                          | 12                         | 47:42                      | 50                         | 8.                         | 1. Runde                   | 2. Qualifikationsrunde     |                            |
| 2016                       | Regional League Division 2 – North      | 3                          | 22                         | 12                         | 7                          | 3                          | 48:22                      | 43                         | 1. ▲                       | 2. Runde                   | 2. Runde                   |                            |
| 2017                       | Thai League 2                           | 2                          | 32                         | 10                         | 11                         | 11                         | 45:47                      | 41                         | 8.                         | Viertelfinale              | Achtelfinale               |                            |
| 2018                       | Thai League 2                           | 2                          | 28                         | 12                         | 9                          | 7                          | 32:35                      | 45                         | 5.                         | 1. Runde                   | 1. Runde                   |                            |
| 2019                       | Thai League 2                           | 2                          | 34                         | 12                         | 10                         | 12                         | 43:42                      | 46                         | 9.                         | 2. Runde                   | Halbfinale                 |                            |
| 2020/21                    | Thai League 2                           | 2                          | 34                         | 21                         | 12                         | 1                          | 63:16                      | 75                         | 1. ▲                       | Achtelfinale               | [ A 1 ]                    |                            |
| 2021/22                    | Thai League                             | 1                          | 30                         | 13                         | 8                          | 9                          | 42:35                      | 47                         | 6.                         | Viertelfinale              | Achtelfinale               |                            |
| 2022/23                    | Thai League                             | 1                          | 30                         | 5                          | 6                          | 19                         | 27:47                      | 21                         | 15. ▼                      | 3. Runde                   | Achtelfinale               |                            |
| 2023/24                    | Thai League 2                           | 2                          | 34                         | 22                         | 6                          | 6                          | 80:39                      | 72                         | 2. ▲                       | 2. Runde                   | 1. Runde                   |                            |
| 2024/25                    | Thai League                             | 1                          | 30                         | 6                          | 9                          | 15                         | 37:62                      | 27                         | 14. ▼                      | 2. Runde                   | Halbfinale                 |                            |
| 2025/26                    | Thai League 2                           | 2                          |                            |                            |                            |                            |                            |                            |                            |                            |                            |                            |

1. ↑  Aufgrund der COVID-19-Pandemie wurde der Wettbewerb nach der ersten Qualifikationsrunde abgebrochen.

## Zuschauerzahlen seit 2017
| Saison  | Liga          | Level | Gesamt- zuschauerzahl | Höchste Zuschauerzahl | Niedrigste Zuschauerzahl | Durchschnittliche Zuschauerzahl |
| ------- | ------------- | ----- | --------------------- | --------------------- | ------------------------ | ------------------------------- |
| 2017    | Thai League 2 | 2     | 31.891                | 2.484                 | 1.360                    | 1.875                           |
| 2018    | Thai League 2 | 2     | 29.155                | 3.029                 | 1.321                    | 2.083                           |
| 2019    | Thai League 2 | 2     | 24.397                | 2.160                 | 870                      | 1.435                           |
| 2020/21 | Thai League 2 | 2     | 21.432                | 3.098                 | 0                        | 1.531                           |
| 2021/22 | Thai League   | 1     | 28.003                | 5.098                 | 418                      | 1.867                           |
| 2022/23 | Thai League   | 1     | 36.831                | 5.987                 | 1.154                    | 2.455                           |
| 2023/24 | Thai League 2 | 2     | 28.699                | 3.265                 | 968                      | 1.686                           |
| 2024/25 | Thai League   | 1     | 41.951                | 5.955                 | 1.169                    | 2.797                           |
| 2025/26 | Thai League 2 | 2     |                       |                       |                          |                                 |

## Sponsoren
| Jahr    | Ausrüster | Trikotsponsor               |
| ------- | --------- | --------------------------- |
| 2015    | Eureka    |                             |
| 2016    | Eureka    |                             |
| 2017    | Eureka    | DURO                        |
| 2018    | Warrix    | DURO                        |
| 2019    | Warrix    | ?                           |
| 2020/21 | Warrix    | Pitchaya                    |
| 2021/22 | Warrix    | Pitchaya, Thai-Denmark      |
| 2022/23 | Warrix    | Pitchaya, LEO, Thai-Denmark |
| 2023/24 | Ego Sport | Pitchaya, Thai-Denmark      |
| 2024/25 | Ego Sport | Pitchaya, LEO               |

## Nongbua Pitchaya FC B

### Saisonplatzierung
| Saison | Liga                       | Liga   | Liga | Liga | Liga | Liga  | Liga   | Liga     | Liga |
| Saison | Liga                       | Spiele | S    | U    | N    | Tore  | Punkte | Position |      |
| ------ | -------------------------- | ------ | ---- | ---- | ---- | ----- | ------ | -------- | ---- |
| 2018   | Thai League 4 - North/East | 26     | 10   | 8    | 8    | 36:25 | 38     | 6.       |      |
| 2019   | Thai League 4 - North/East | 24     | 5    | 8    | 11   | 24:33 | 23     | 10.      |      |
| 2020   | Keine Teilnahme            |        |      |      |      |       |        |          |      |

### Beste Torschützen Nongbua Pichaya FC B
| Saison | Name                                 | Tore |
| ------ | ------------------------------------ | ---- |
| 2018   | Jakkrawut Songma                     | 10   |
| 2019   | Chawin Thirawatsri Thaweerak Donprap | 5    |

## Nongbua Pitchaya FC U23
| Nongbua Pitchaya FC U23 | Nongbua Pitchaya FC U23 |
| ----------------------- | ----------------------- |
| Ort                     | Nong Bua Lamphu         |
| Stadion                 | Pitchaya Stadium        |
| Kapazität               | 6000                    |
| Trainer                 | Attapong Siripak        |
| Liga                    | Thai U23 League         |
| Saison                  | 2024                    |
| Platzierung             | 1. Platz (Meister)      |

### Erfolge
- Thailändischer U23-Meister: 2024

### Stadion
Seine Heimspiele trägt die U23-Mannschaft im vereinseigenen Pitchaya Stadium (thailändisch พิชญ สเตเดียม) in Nong Bua Lamphu aus. Das Stadion hat ein Fassungsvermögen von 6000 Personen.

### Saisonplatzierung
| Saison | Liga            | Spiele | S | U | N | Tore | Punkte | Position | Bester Torschütze | Tore |
| ------ | --------------- | ------ | - | - | - | ---- | ------ | -------- | ----------------- | ---- |
| 2024   | Thai U23 League | 14     | 8 | 6 | 0 | 35:9 | 30     | 1.       | Thanawut Phochai  | 6    |

### Mannschaft 2024
Stand: Dezember 2024
| Nr. |          | Position | Name                  |
| --- | -------- | -------- | --------------------- |
| 1   | Thailand | TW       | Supakorn Poonphol     |
| 2   | Thailand | AB       | Athipat Saengprakai   |
| 4   | Thailand | AB       | Pitiphat Chankham     |
| 13  | Thailand | ST       | Phongphat Pholphut    |
| 14  | Thailand | ST       | Thanawut Phochai      |
| 19  | Thailand | ST       | Jhakkarin Sitthichan  |
| 21  | Thailand | ST       | Pattaraaek Promna     |
| 22  | Thailand | MF       | Pattaratron Buransuk  |
| 24  | Thailand | MF       | Piyaphat Thaensopha   |
| 28  | Thailand | MF       | Sukakree Inngam       |
| 32  | Thailand | TW       | Thanakit Auttharak    |
| 33  | Thailand | AB       | Nutthawat Laksanangam |
| 34  | Thailand | ST       | Thanakrit Jampalee    |

| Nr. |          | Position | Name                   |
| --- | -------- | -------- | ---------------------- |
| 38  | Thailand | AB       | Nattapat Wongwichakorn |
| 39  | Thailand | ST       | Kasidit Maipho         |
| 40  | Thailand | ST       | Naratip Kittikananurak |
| 41  | Thailand | MF       | Phanthakan Artsombun   |
| 44  | Thailand | AB       | Wongsakorn Seesawai    |
| 47  | Thailand | AB       | Yuttajak Jaikla        |
| 49  | Thailand | MF       | Chotiphat Sicumsaeng   |
| 54  | Thailand | AB       | Pattaraburin Jannawan  |
| 69  | Thailand | MF       | Pakorn Seekaewnit      |
| 77  | Thailand | ST       | Peeranan Baukhai       |
| 90  | Thailand | ST       | Natdanai Chudtale      |
| 95  | Thailand | ST       | Panupong Phuakphralap  |